# السرب الاستخباراتي رقم 101
السرب الاستخباراتي رقم 101 التابع لسلاح الجو الأمريكي هو وحدة استخباراتية مكلفة بالعمل في جناح الاستخبارات الـ102 الواقع في قاعدة أوتيس للحرس الوطني الجوي بولاية ماساشوستس الأمريكية. ومنذ تأسيسها في عام 1921 وحتى تغيير مهمتها في عام 2008، كانت الفرقة 101 الدعامة الرئيسية للدفاع الجوي في شمال شرق الولايات المتحدة. وقد نُشرت الفرقة 101 خلال أزمة برلين في فرنسا، ونُشرت أيضًا في بنما خلال عملية كورونيت نايت. وشاركت في عملية المراقبة الشمالية. وخلال هجمات 11 سبتمبر، كانت الفرقة 101 أول وحدة جوية ترسل طائرات إلى مدينة نيويورك، لكنها وصلت متأخرة جدًا للمساعدة في وقف الهجمات.
أدى تقليص حجم القاعدة من خلال عملية إعادة التنظيم وإغلاقها إلى إزالة طائرات إف-15سي من الجناح، وذلك بدءًا من عام 2007، ما جعل الفرقة 101 تضم بعثة لجمع المعلومات الاستخباراتية ستكون نشطة تمامًا بدءًا من عام 2010. وهي فرقة واحدة من ثلاثة أجنحة للحرس الوطني الجوي تعمل مع وكالة الاستخبارات والمراقبة والاستطلاع التابعة للقوات الجوية.

## نظرة تاريخية

### الحرب العالمية الأولى
يعود منشأ السرب إلى كيلي فيلد، تكساس، الذي جرى تنظيمه بوصفه السرب الجوي 101 في 22 أغسطس 1918. وكان أفراده مجندين جدد من ثكنات المجندين المختلفة، بما في ذلك فورت ماكدويل وثكنات فانكوفر وفورت سام هيوستن وثكنات كولومبس وفورت وليامز وفورت وارين وفورت أوغليثورب.
وخلال سبتمبر 1917، تبين أنه من الضروري نقل العديد من رجال السرب. وإجمالًا، نُقل 113 رجلًا إلى خارج السرب ونقل 32 واحدًا إليه، تاركين السرب بقوة أقل بكثير من القوة المطلوبة. وفي أكتوبر، شُغل السرب مرة أخرى بالعدد المطلوب البالغ 150 مجندًا.
وبعد التدرب الأساسي في المؤسسة العسكرية، أُمر السرب في 29 أكتوبر بتقديم الخدمة في الخارج، وأُمر بتقديم تقرير إلى مركز تركيز الطيران في غاردن سيتي، لونغ آيلاند. وصل إلى معسكر ميلز في 3 نوفمبر. وقد اجتاحت السرب موجة مرض الحصبة والنكاف، ووُضع في ثكنات الحجر الصحي لعدة أسابيع.
بقي السرب في مركز العمليات العسكرية الثالث حتى بعد الهدنة مع ألمانيا في نوفمبر 1918، ثم عاد إلى الولايات المتحدة في أوائل أبريل 1918. وصل إلى ميشيل فيلد حيث سرح أفراد السرب وعادوا إلى الحياة المدنية.

### فترة الحرب
بعد انتهاء الحرب العالمية الأولى، كان هناك اهتمام في تنظيم أصول الطيران لنظام الحرس الوطني. وفي ذلك الوقت، نُظمت الطائرات في هيكل القوات الأميركية في وحدات مشاة بطريقة مماثلة للمقاتلات الأخرى، مثل المدفعية. تحتاج وحدات الحراسة التي لا توجد بها وحدات من طائراتها الخاصة إلى وحدات من قوات أخرى لكي تُرسل للعمل معها، وهو وضع لا يعتقد أحد أنه واعد.
وفي ماساتشوستس، مارس نادي أرتشي، المكون من طيارين سابقين بالجيش للخدمات الجوية، ضغطًا من أجل تشكيل وحدة جوية لحرس ماساتشوستس الوطني. وكانت الولاية قد خصصت في وقت سابق قسم الحرس السادس والعشرين بأكمله لذلك. بنت الفرقة 101 قاعدة جوية خاصة بها على شقق المد البرية في جيفريز بوينت، شرق بوسطن، أطلقت فرقة 101 طائراتها من طراز كورتيس جي إن-4 «جيني» عبر نيو إنجلاند (إنجلترا الجديدة) في عروض جوية ومعارض للمقاطعات وأحداث أخرى. وبالإضافة إلى ذلك، حضرت الفرقة 101 معسكرًا صيفيًا لمدة أسبوعين حاكى عمليات الانتشار الأمامية.
في عام 1933، أُعيد بناء حقل جيفري بحظائر ومباني إدارية جديدة، وأُعيد تسميته بمطار لوغان تكريمًا للرائد إدوارد لوجان، الذي قاد الفرقة 26 من 1923 إلى 1928. ساعدت الفرقة 101 على الشهرة عندما لعبت دورًا كبيرًا في طيران الجيش الأمريكي حول العالم.
في 11 يناير 1937، توفي الملازم الثاني فرانك أوتيس عندما اصطدمت طائرته دوجلاس أو-46آي بنهر إلينوي. ونتيجة لذلك، سُمّي أوتيس فيلد على اسمه في عام 1938.

#### الحرب العالمية الثانية
في عام 1940، فُصلت الفرقة 101 عن فرقة المشاة 26. وفي 31 يوليو 1941، نُقلت الفرقة من لوغان إلى أوتيس فيلد في كامب إدواردز. وقد سُمّي أوتيس فيلد على اسم الملازم أول فرانك  أوتيس. في 20 مايو 1944، تغيرت مهمة الفرقة عندما أُعيد تصنيفها  كسرية استطلاع الصور 39. وُضعت بعد ذلك تحت قيادة القوة الجوية التاسعة ونُشرت في المسرح الأوروبي في ديسمبر 1944. وقد عادت المجموعة 39 إلى الولايات المتحدة في أغسطس 1945 وأعيد تصنيفها كالفرقة المقاتلة 101 في مايو 1946.
أعاد قدامى المحاربين من الفرقة 101 والقوات الجوية العسكرية تنظيم الفرقة 101 في مطار لوغان يوم 29 يوليو من عام 1946.

### الحرب البادرة
في فترة ما بعد الحرب، بدأ مكتب الحرس الوطني توسعًا كبيرًا في وحداته الجوية. خُصصت ماساتشوستس للجناح 67 المقاتل الذي كان مكلفًا قيادة الدفاع الجوي.
ومع تشكيل القوات الجوية الأمريكية، عانت وحدات الحرس من الإهمال، ففي خضم التحول إلى المقاتلات النفاثة. تُركت وحدات الحرس بالطائرات القديمة والمستهلكة، ولم يكن لديها إلا القليل من المال للتدريب. ومع اشتداد الحرب الباردة، نظرت القوات الجوية إلى الحرس لملء مهمات الاعتراض في الولايات المتحدة وبدأت في إصلاح تنظيمها. في 1 نوفمبر 1950، عُطل الجناح المقاتل 67 واستُبدل به الجناح المقاتل 102، بما في ذلك السرايا 101 و131 إلى جانب وحدات الدعم المرتبطة بها فقط.
وفي الفترة من عام 1956 حتى عام 1976، قاد العميد تشارلز سويني السوبرفورترس بي-29 التي أسقطت القنبلة الذرية على ناغازاكي، اليابان في عام 1945.

#### أزمة برلين
أثناء صيف عام 1961، ومع تكشف أزمة برلين، أُعلِم العديد من الوحدات الاحتياطية التابعة للقوات الأميركية في السادس عشر من أغسطس بإحالتها إلى الخدمة الفعلية. في الأول من أكتوبر، قام جناح المقاتلات التكتيكية 102 التابع للحرس الوطني الجوي في ماساتشوستس وأسرابه الثلاث وسرب المقاتلات التكتيكية 101 وسرب المقاتلات التكتيكية 131 وسرب المقاتلات التكتيكية 138 بالعمل بشكل فعلي في قاعدة أوتيس الجوية.
وفي الفترة من 28 إلى 30 أكتوبر، غادرت الفرقة 101 مطار لوغان الدولي إلى فالسبورغ، فرنسا. ونشر الجناح 82 طائرة عبر المحيط الأطلسي. وبالإضافة إلى ذلك، كُلّفت طائرتان من طراز سكايترينزسي-47 وست طائرات من طراز شوتينغ ستار تي-33 للعمل في الجناح لأغراض الدعم والتدريب. وكانت المهمة الأساسية للكتيبة 101 في ذلك الوقت هي توفير الدعم الجوي الوثيق للقوات البرية التابعة للناتو والحظر الجوي. وبدءًا من الخامس من ديسمبر، بدأت الفرقة 102 الانتشار في قاعدة ويلوس الجوية في ليبيا للتدريب على إطلاق النار.